# 12 Korpus Piechoty
12 Korpus Piechoty (12 KP)– związek operacyjno-taktyczny Sił Zbrojnych PRL. 
Korpus sformowano wiosną 1951 w ramach realizacji „Planu rozbudowy Wojska Polskiego w latach 1951-1952”. Wchodził w skład  Krakowskiego Okręgu Wojskowego. 23 października 1952 korpus został przemianowany na 12 Korpus Armijny (typu B). 

## Skład
- dowództwo  i sztab – Rzeszów
- 135 pułk artylerii ciężkiej – Sandomierz
- 6 Pomorska Dywizja Piechoty – Kraków
- 9 Drezdeńska Dywizja Piechoty – Rzeszów
- 30 Dywizja Piechoty (do 20 grudnia 1952) – Przemyśl
- 30 batalion łączności – Rzeszów
- 70 batalion saperów – Niepołomice

## Dowódcy korpusu
- płk Aleksander Wygnański (1951-1954)